# Nieblum
Nieblum è un comune di 630 abitanti dello Schleswig-Holstein, in Germania. Si trova sull'isola di Föhr.
Appartiene al circondario (Kreis) della Frisia Settentrionale (targa FN) ed è parte della comunità amministrativa (Amt) di Föhr-Amrum.

## Geografia
Il villaggio di Nieblum si trova nella parte meridionale nella metà circa dell'isola di Föhr. Dal 1970 il vicino villaggio di Goting fa parte della circoscrizione amministrativa di Nieblum.

## Storia
Il centro storico di Nieblum è costituito da molte tipiche case frisoni in mattoni con tetti di paglia, in passato appartenenti a capitani di nave e marinari che fecero fortuna con la caccia alle balene fra il XVI e il XVIII secolo. Il centro storico si sviluppa intorno alla chiesa di San Giovanni del XIII secolo.

## Luoghi d'interesse

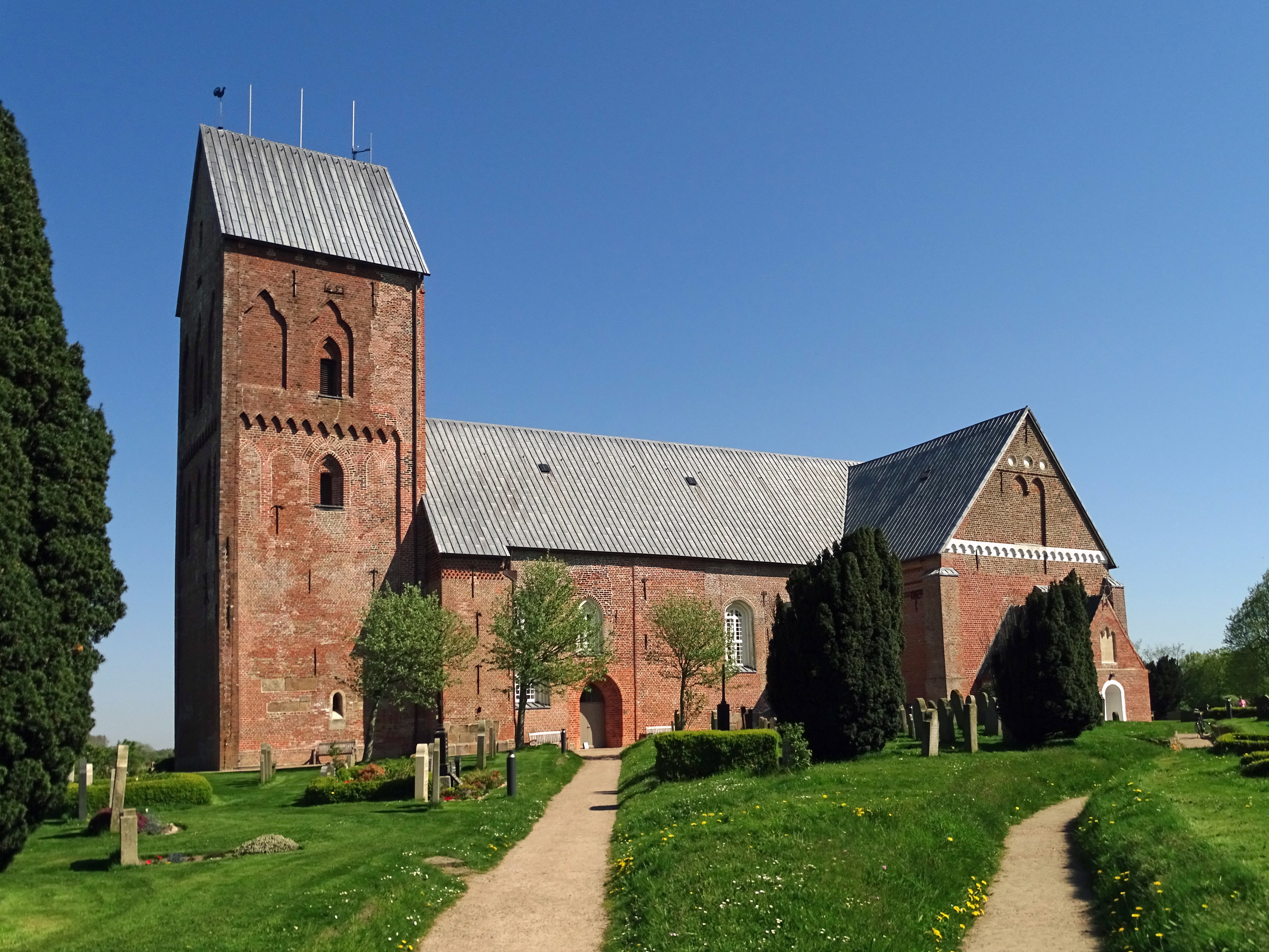
Chiesa di San Giovanni

- Chiesa di San Giovanni (in tedesco St.Johannes) in Gotico baltico.

- Adiacente cimitero della cosiddette "tombe parlanti": lapidi con iscritta la vita del defunto, spesso capitani di navi.

- Caratteristiche abitazioni frisoni